# Brenthe
Brenthe (altgriechisch Βρένθη) war eine antike Stadt in der griechischen Region Arkadien auf der Peloponnes, die zur arkadischen Landschaft Kynouria gehörte.
Der antike Reiseschriftsteller Pausanias beschreibt, dass Brenthe nördlich des Flusses Alpheios zwischen den Städten Gortys und Megalopolis liegt. Nahe von Brenthe verlaufe, so Pausanias, ein kleiner Fluss von nur vier Stadien Länge namens Brentheates (Βρενθεάτης), der in den Alpheios münde.

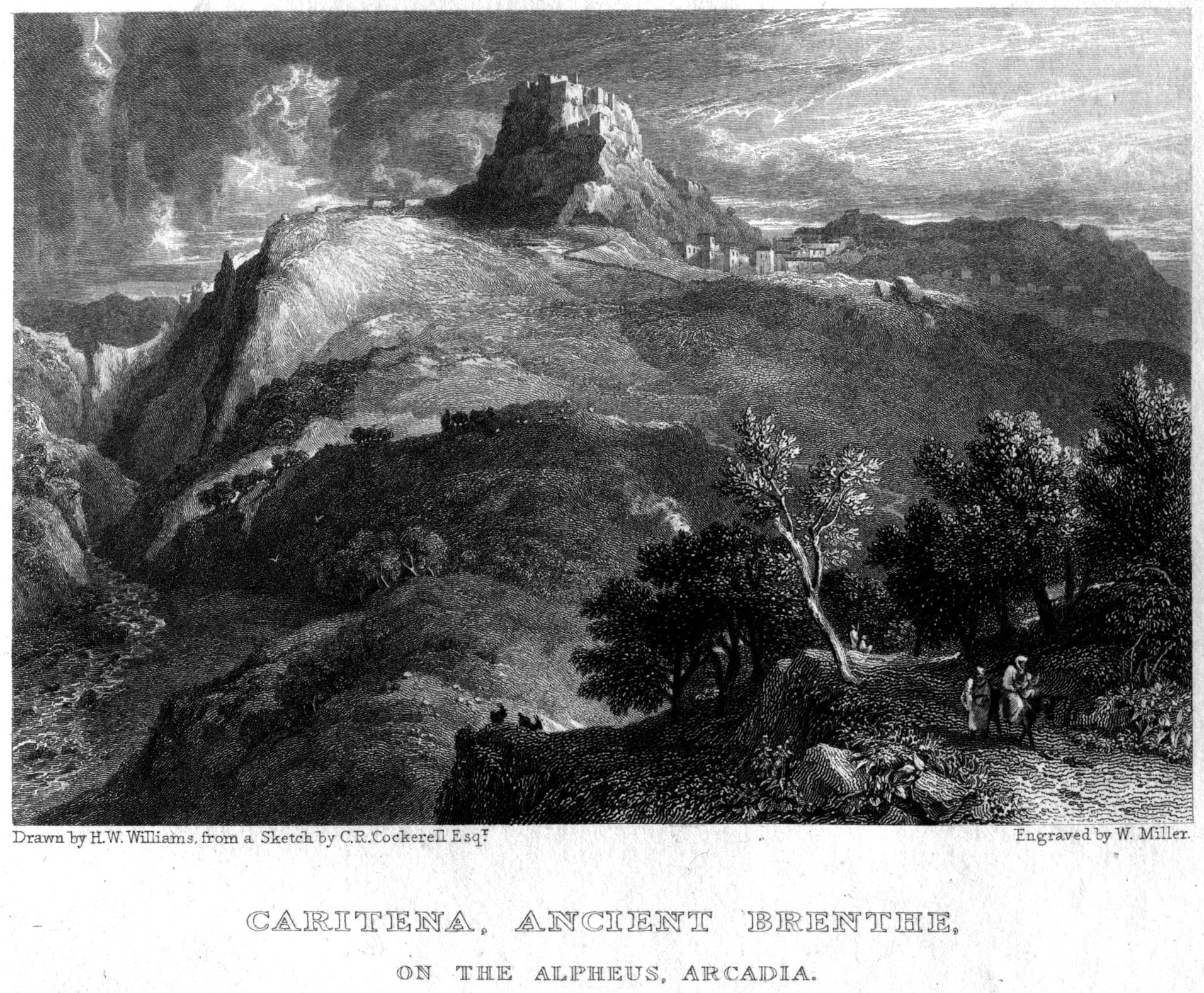
Ansicht von Karytaina, Werk des Graveurs William Miller nach einer Vorlage von H. W. Williams

Brenthe wird traditionell nahe dem modernen Karitena lokalisiert, obwohl nicht alle Einzelheiten dieses Ortes zu der Beschreibung bei Pausanias passen. So existiert beispielsweise heute kein Fluss, der mit dem Brentheates identifiziert werden könnte. Zudem wurden keine eindeutig als antik identifizierbaren Gebäudereste in oder bei Karitena gefunden. Dennoch wurde bisher keine bessere Lokalisierung für Brenthe gefunden.